# Monumento a Güemes

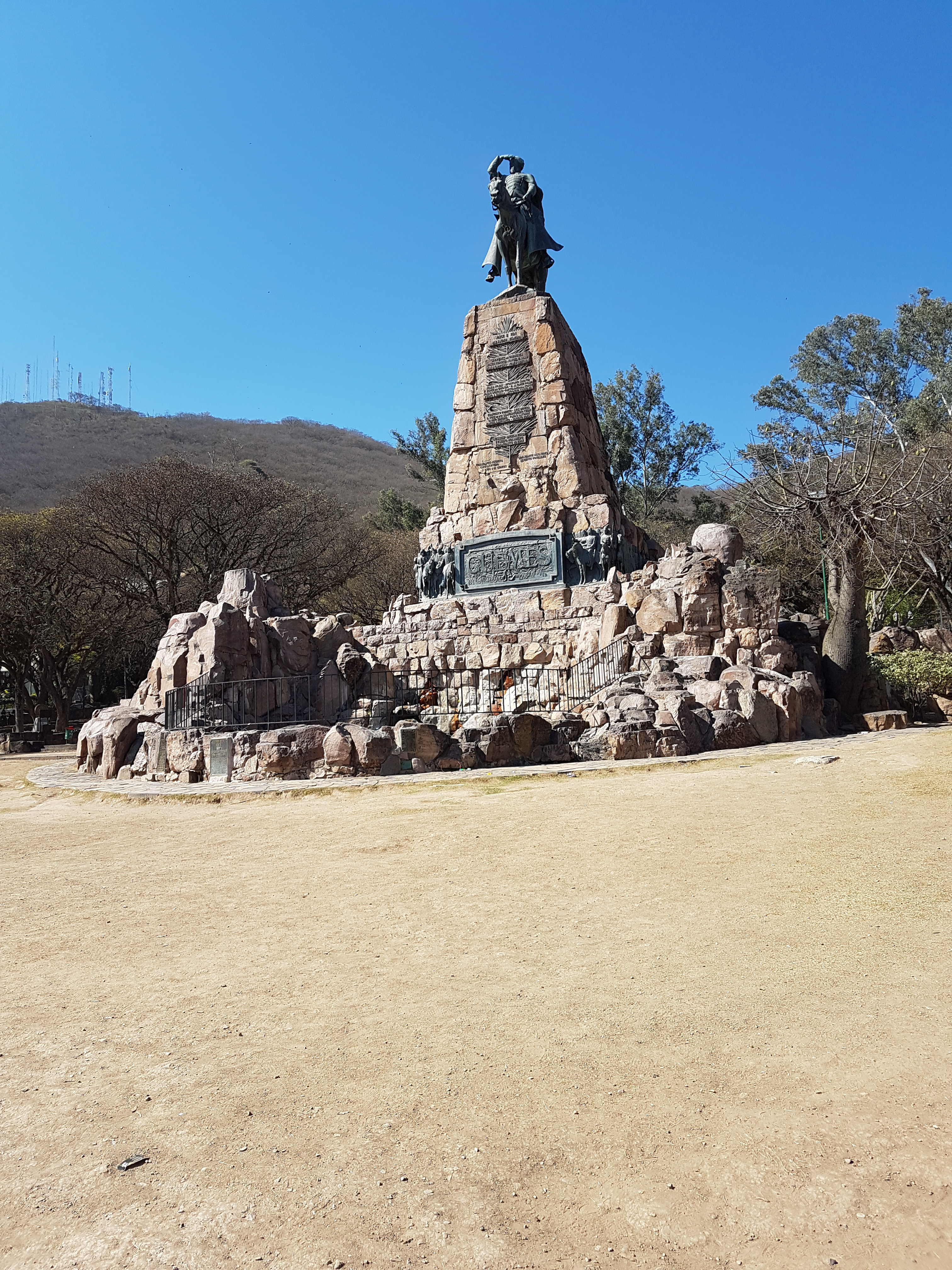
Monumento al Héroe gaucho Don Martín Miguel de Guemes.
Av. Uruguay, 4400 Salta Capital

El Monumento a Martín Miguel de Güemes es una construcción de 25 m de altura de la ciudad de Salta. Está ubicado al final del Paseo Güemes a los pies del Cerro San Bernardo donde el general cayó por primera vez de su caballo mientras cabalgaba herido de bala a la cañada de la Horqueta, donde murió unos días después. Fue construido desde 1920 hasta 1931 con rocas de más de 75 kg que fueron extraídas del cerro San Bernardo.

## Historia
A fines de 1920 el gobierno nacional argentino le solicitó al escultor Víctor Juan Garino la planificación del monumento, estos fueron finalizados pero no concretados por falta de fondos.
En 1920 durante el primer gobierno de Hipólito Yrigoyen se empezó la obra bajo la supervisión de la Dirección de Arquitectura de la Nación. La dirección general estuvo a cargo del arquitecto Andrés Iñigo y la dirección artística bajo la supervisión de René Villeminot y Alberto Milillo. El ajuste de las piezas de bronce lo realizaron operarios del Arsenal Esteban de Luca del Ejército Argentino. La obra fue inaugurada el 20 de febrero de 1931 con la presencia del entonces presidente José Félix Uriburu.

## Galería

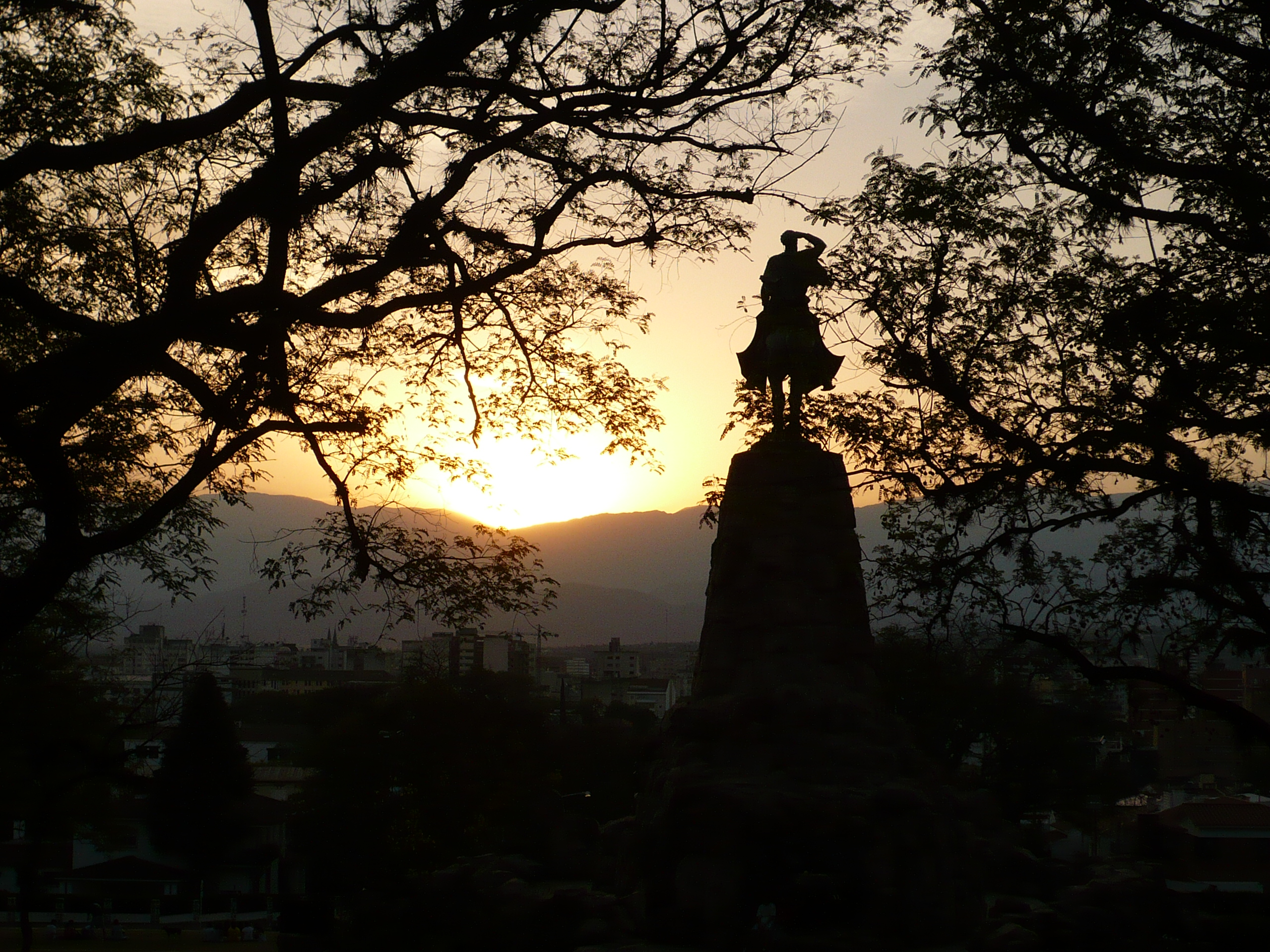
Vista por el atardecer.
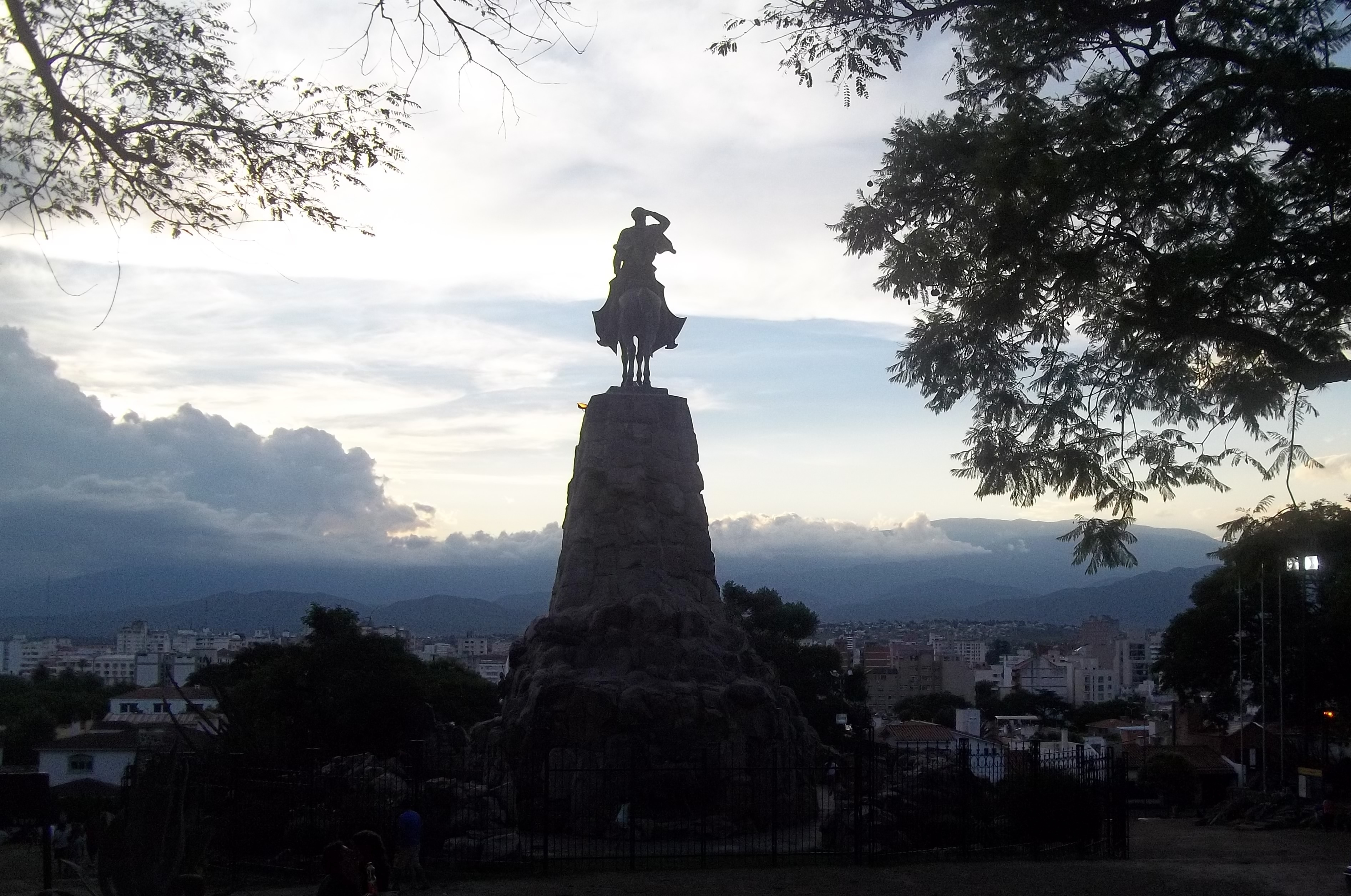
Vista por la tarde.
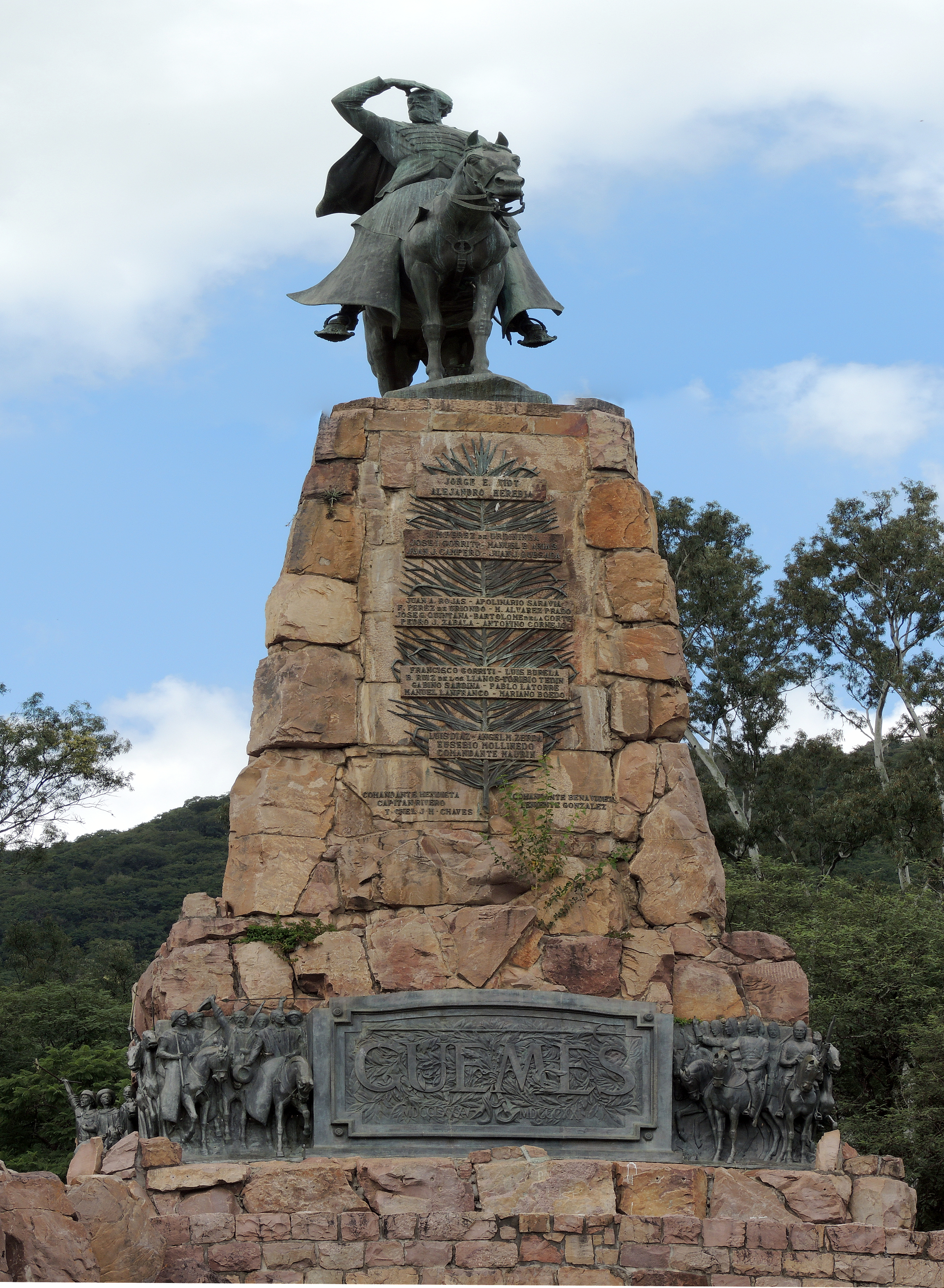
La estatua de Güemes ubicada en la cima del monumento.
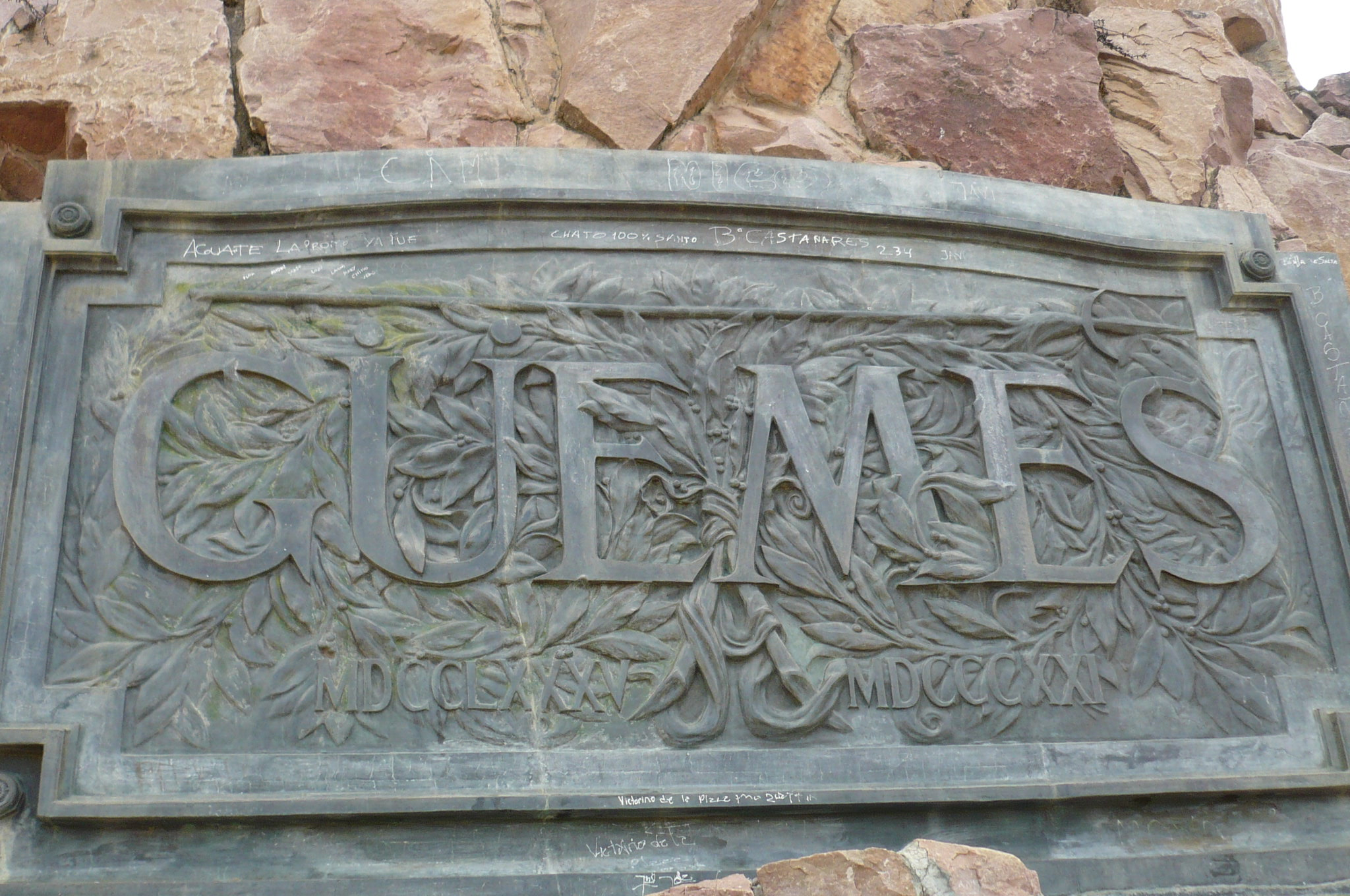
Placa con la inscripción GÜEMES.
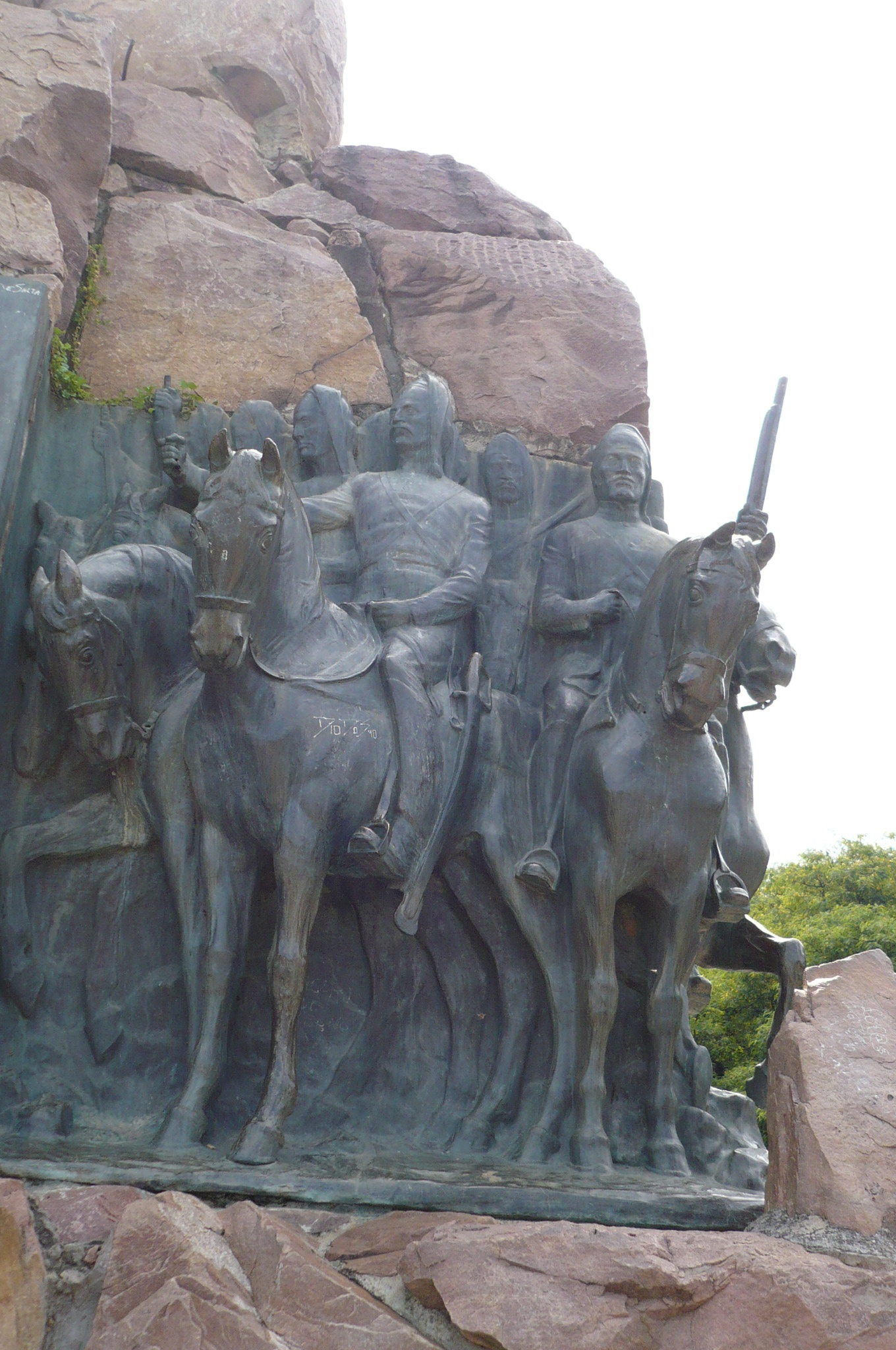
Detalle a la derecha de la placa.
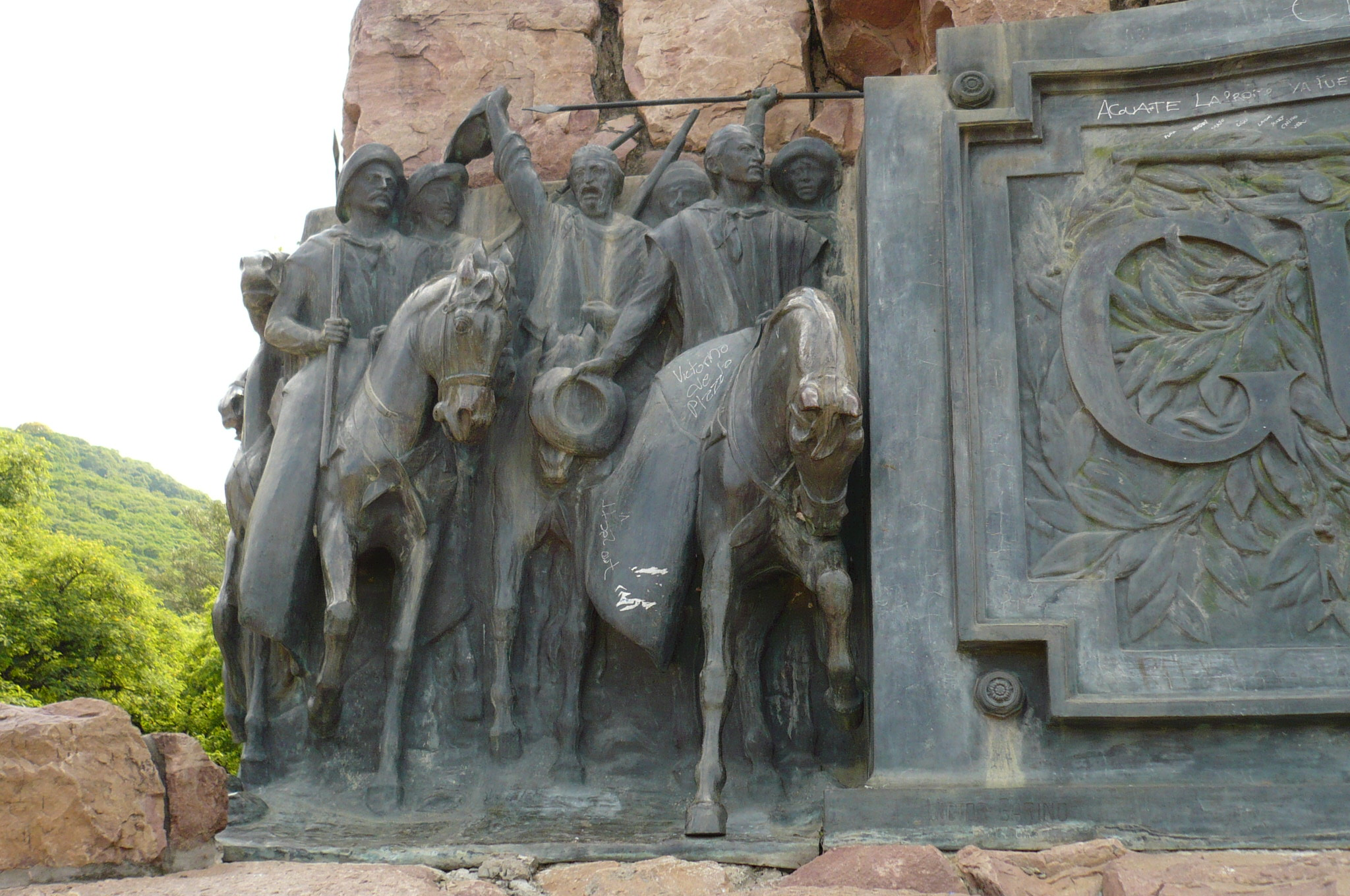
Detalle a la izquierda de la placa.
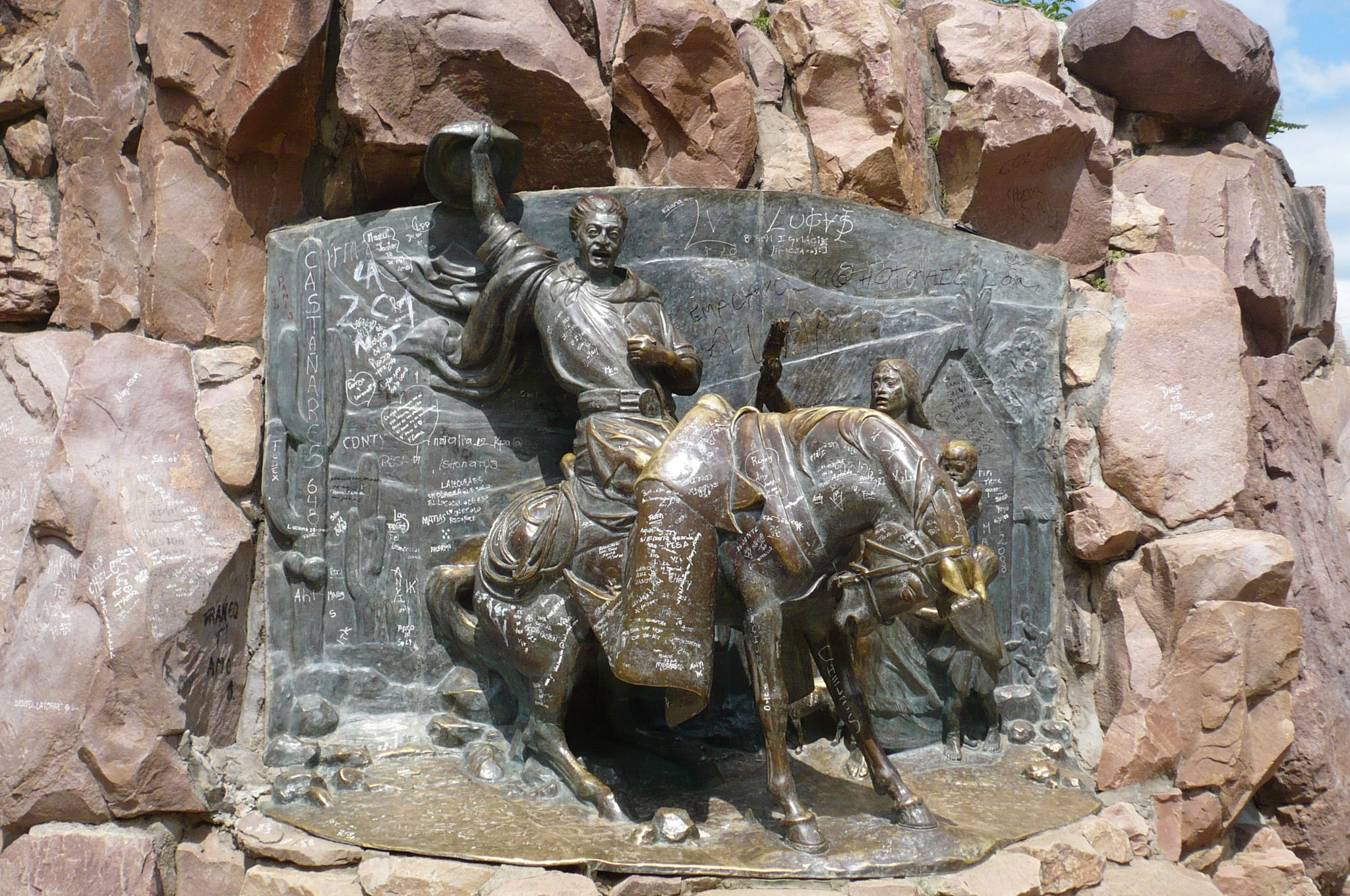
Detalle del lado trasero.
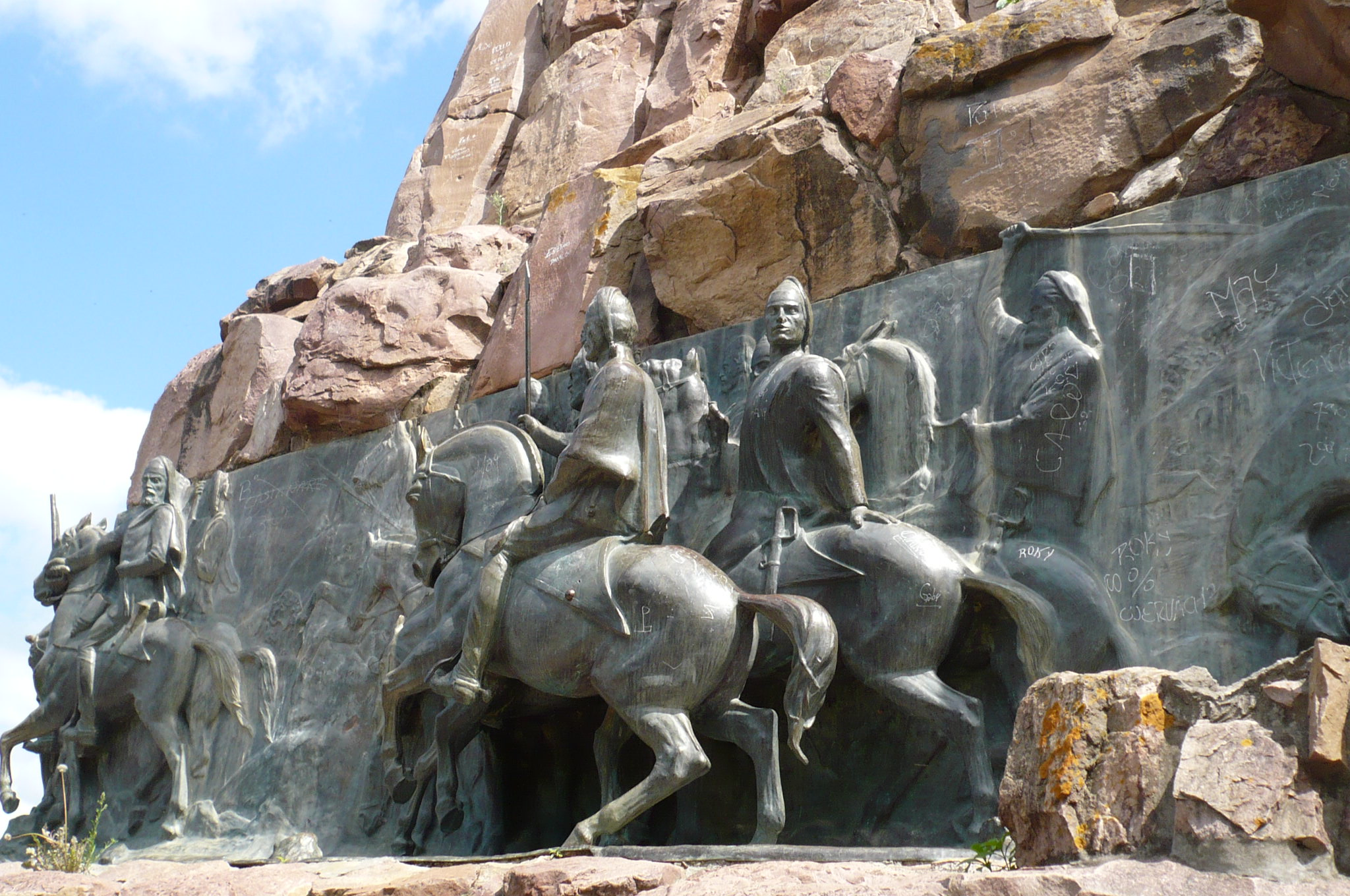
Detalle del lado derecho.